# Diamond Lake (Washington)
Diamond Lake az Amerikai Egyesült Államok északnyugati részén, Washington állam Pend Oreille megyéjében elhelyezkedő önkormányzat nélküli település. A helységen nem végeznek népszámlálást.
A település nevét a közeli Gyémánt-tóról (Diamond Lake) kapta, amely egy nyolc és tizennyolc méter közötti mélységű halkeltető; a vízben pisztrángsügér, sárga sügér, törpeharcsa, továbbá szivárványpisztráng és sebes pisztráng horgászatára van lehetőség. A tó halállományát évente 12 500 példánnyal bővítik.

## Fordítás
Ez a szócikk részben vagy egészben  a   Diamond Lake, Washington című angol Wikipédia-szócikk ezen változatának fordításán alapul.  Az eredeti cikk szerkesztőit annak laptörténete sorolja fel. Ez a jelzés csupán a megfogalmazás eredetét és a szerzői jogokat jelzi, nem szolgál a cikkben szereplő információk forrásmegjelöléseként.